# Yahatanishi, Kitakyūshū
Yahatanishi (八幡西区 (Bát Phiên Tây khu) Yahatanishi-ku) là quận thuộc thành phố Kitakyūshū, tỉnh Fukuoka, Nhật Bản. Tính đến ngày 1 tháng 10 năm 2020, dân số ước tính của quận là 249.933 người và mật độ dân số là 3.000 người/km2. Tổng diện tích của quận là 83,13 km2.

## Địa lý

### Khí hậu
| Dữ liệu khí hậu của Yahatanishi, Kitakyūshū | Dữ liệu khí hậu của Yahatanishi, Kitakyūshū | Dữ liệu khí hậu của Yahatanishi, Kitakyūshū | Dữ liệu khí hậu của Yahatanishi, Kitakyūshū | Dữ liệu khí hậu của Yahatanishi, Kitakyūshū | Dữ liệu khí hậu của Yahatanishi, Kitakyūshū | Dữ liệu khí hậu của Yahatanishi, Kitakyūshū | Dữ liệu khí hậu của Yahatanishi, Kitakyūshū | Dữ liệu khí hậu của Yahatanishi, Kitakyūshū | Dữ liệu khí hậu của Yahatanishi, Kitakyūshū | Dữ liệu khí hậu của Yahatanishi, Kitakyūshū | Dữ liệu khí hậu của Yahatanishi, Kitakyūshū | Dữ liệu khí hậu của Yahatanishi, Kitakyūshū | Dữ liệu khí hậu của Yahatanishi, Kitakyūshū |
| Tháng                                       | 1                                           | 2                                           | 3                                           | 4                                           | 5                                           | 6                                           | 7                                           | 8                                           | 9                                           | 10                                          | 11                                          | 12                                          | Năm                                         |
| ------------------------------------------- | ------------------------------------------- | ------------------------------------------- | ------------------------------------------- | ------------------------------------------- | ------------------------------------------- | ------------------------------------------- | ------------------------------------------- | ------------------------------------------- | ------------------------------------------- | ------------------------------------------- | ------------------------------------------- | ------------------------------------------- | ------------------------------------------- |
| Cao kỉ lục °C (°F)                          | 19.0 (66.2)                                 | 24.0 (75.2)                                 | 25.2 (77.4)                                 | 30.1 (86.2)                                 | 32.4 (90.3)                                 | 34.2 (93.6)                                 | 36.9 (98.4)                                 | 36.7 (98.1)                                 | 34.7 (94.5)                                 | 33.0 (91.4)                                 | 26.8 (80.2)                                 | 24.8 (76.6)                                 | 36.9 (98.4)                                 |
| Trung bình ngày tối đa °C (°F)              | 9.8 (49.6)                                  | 10.9 (51.6)                                 | 14.4 (57.9)                                 | 19.6 (67.3)                                 | 24.2 (75.6)                                 | 27.0 (80.6)                                 | 30.7 (87.3)                                 | 31.9 (89.4)                                 | 28.1 (82.6)                                 | 23.2 (73.8)                                 | 17.7 (63.9)                                 | 12.2 (54.0)                                 | 20.8 (69.5)                                 |
| Trung bình ngày °C (°F)                     | 6.2 (43.2)                                  | 6.9 (44.4)                                  | 10.0 (50.0)                                 | 14.7 (58.5)                                 | 19.3 (66.7)                                 | 22.7 (72.9)                                 | 26.8 (80.2)                                 | 27.8 (82.0)                                 | 24.0 (75.2)                                 | 18.8 (65.8)                                 | 13.3 (55.9)                                 | 8.3 (46.9)                                  | 16.6 (61.8)                                 |
| Tối thiểu trung bình ngày °C (°F)           | 2.8 (37.0)                                  | 3.2 (37.8)                                  | 5.9 (42.6)                                  | 10.2 (50.4)                                 | 14.9 (58.8)                                 | 19.3 (66.7)                                 | 23.7 (74.7)                                 | 24.6 (76.3)                                 | 20.6 (69.1)                                 | 14.8 (58.6)                                 | 9.3 (48.7)                                  | 4.7 (40.5)                                  | 12.8 (55.1)                                 |
| Thấp kỉ lục °C (°F)                         | −4.6 (23.7)                                 | −6.2 (20.8)                                 | −3.8 (25.2)                                 | 0.5 (32.9)                                  | 6.4 (43.5)                                  | 10.5 (50.9)                                 | 15.4 (59.7)                                 | 17.6 (63.7)                                 | 8.9 (48.0)                                  | 3.5 (38.3)                                  | 0.7 (33.3)                                  | −3.6 (25.5)                                 | −6.2 (20.8)                                 |
| Lượng Giáng thủy trung bình mm (inches)     | 87.9 (3.46)                                 | 79.2 (3.12)                                 | 114.2 (4.50)                                | 125.4 (4.94)                                | 142.9 (5.63)                                | 239.5 (9.43)                                | 314.6 (12.39)                               | 198.1 (7.80)                                | 165.9 (6.53)                                | 85.2 (3.35)                                 | 91.8 (3.61)                                 | 75.9 (2.99)                                 | 1.720,5 (67.74)                             |
| Số ngày giáng thủy trung bình (≥ 1.0 mm)    | 10.8                                        | 10.4                                        | 10.9                                        | 10.0                                        | 9.0                                         | 12.3                                        | 11.8                                        | 10.0                                        | 9.7                                         | 7.3                                         | 9.4                                         | 9.8                                         | 121.4                                       |
| Số giờ nắng trung bình tháng                | 101.8                                       | 113.2                                       | 159.5                                       | 188.6                                       | 205.0                                       | 139.2                                       | 167.6                                       | 196.2                                       | 159.8                                       | 170.5                                       | 131.5                                       | 102.9                                       | 1.835,7                                     |
| Nguồn: Cục Khí tượng Nhật Bản               |                                             |                                             |                                             |                                             |                                             |                                             |                                             |                                             |                                             |                                             |                                             |                                             |                                             |